# Mylabris vestita
Mylabris vestita es una especie de coleóptero de la familia Meloidae.

## Distribución geográfica
Habita en Etiopía y Guinea.